# 克熱皮采

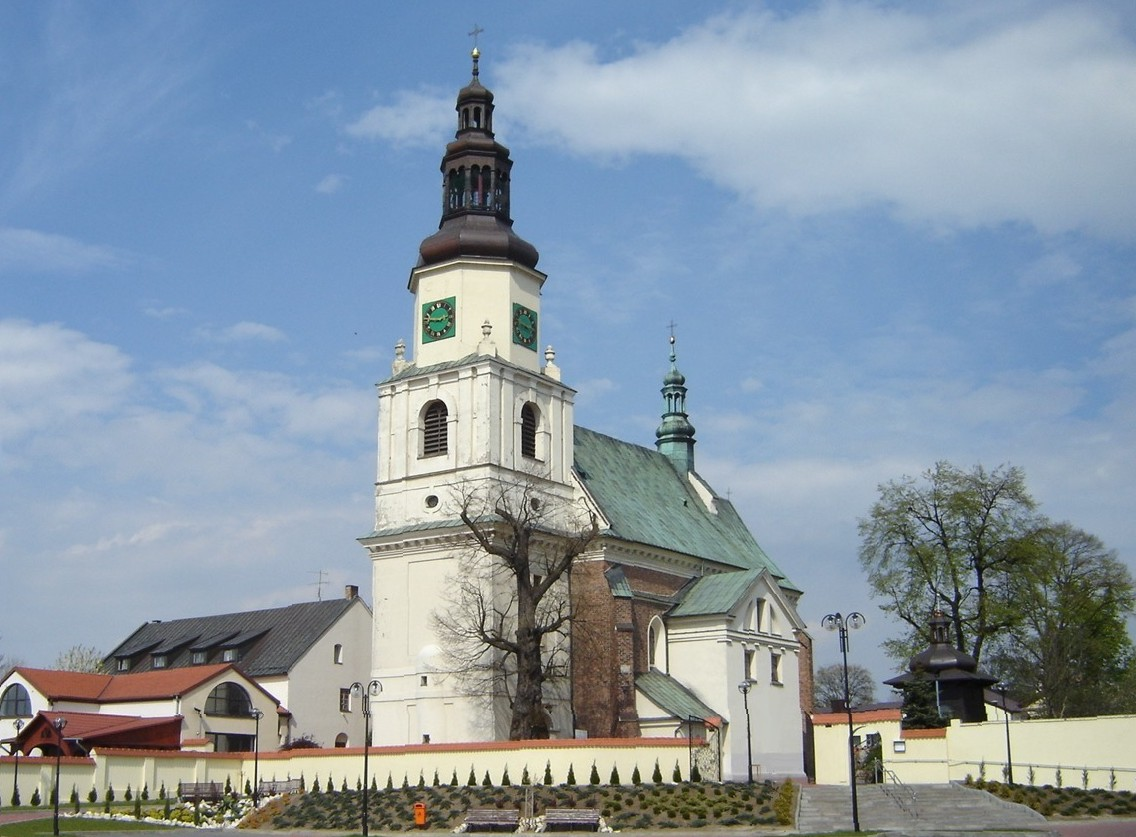

克熱皮采是波蘭的城鎮，位於該國南部，距離克沃布茨克約16公里，由西里西亞省負責管轄，始建於十二世紀，面積27.71平方公里，海拔高度260米，2006年人口4,524。

## 外部連結
- Official Krzepice homepage （页面存档备份，存于）